# Effectifs du tournoi féminin de basket-ball aux Jeux olympiques d'été de 2012
Cet article est un complément de Tournoi féminin de basket-ball aux Jeux olympiques d'été de 2012 .

### 

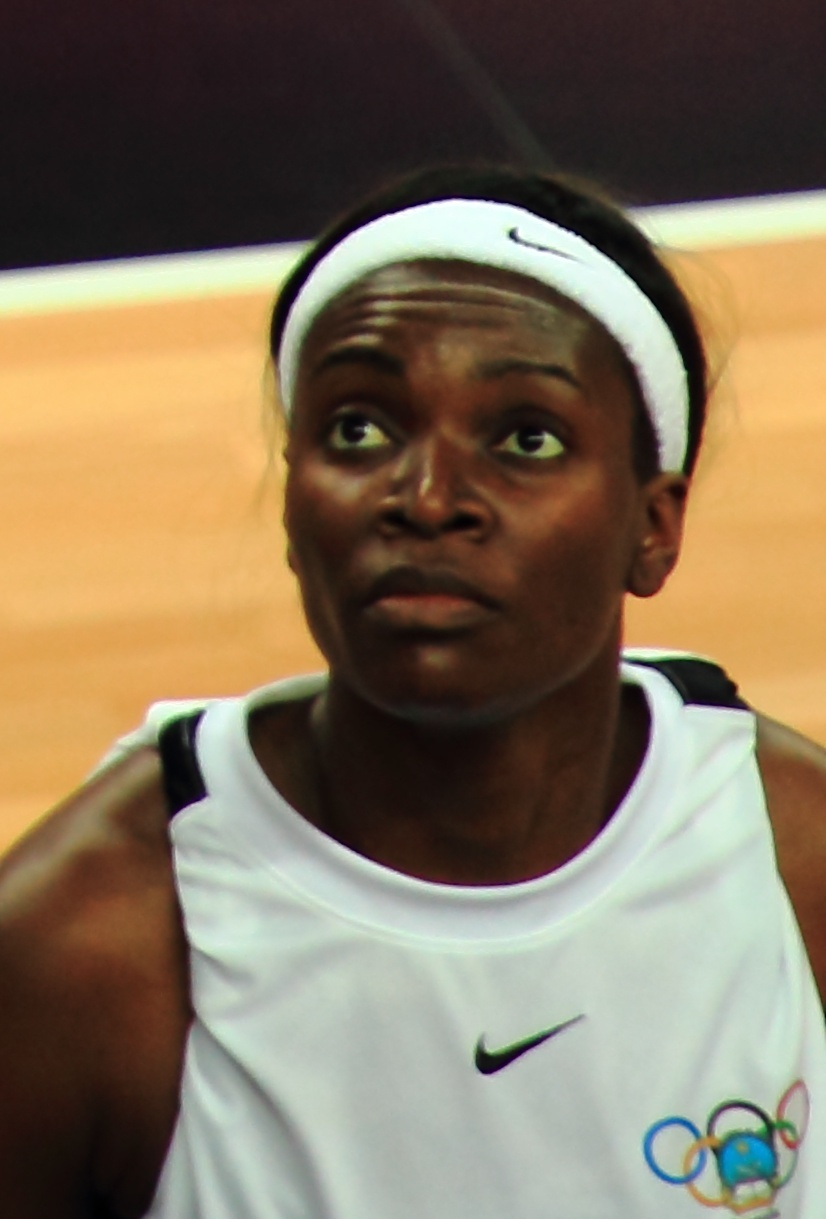
Luisa Tomas.

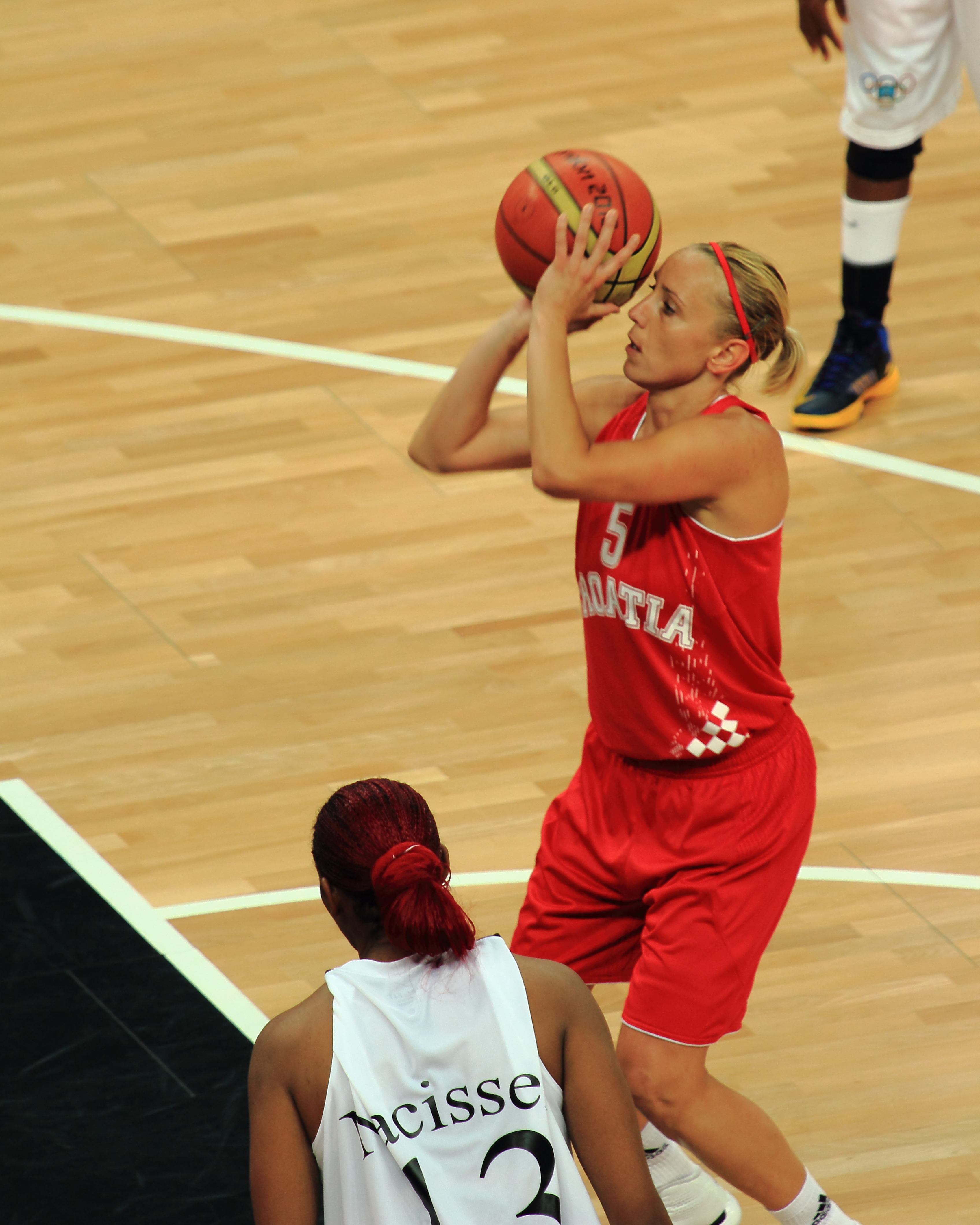
Andja Jelavic.

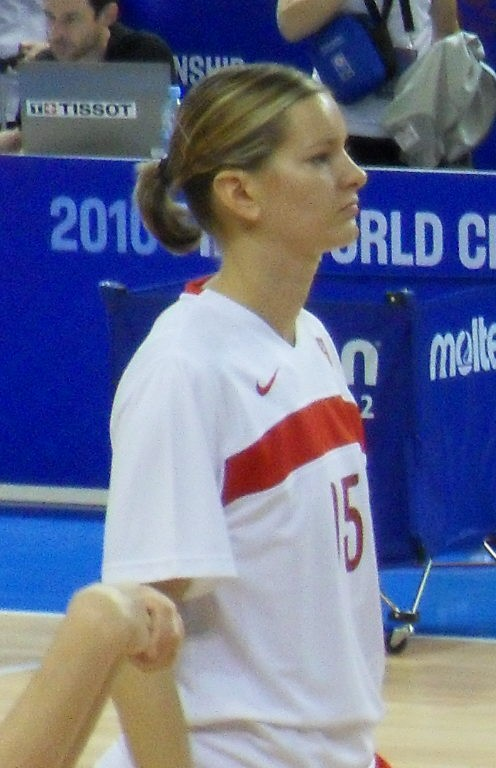
Eva Vítečková

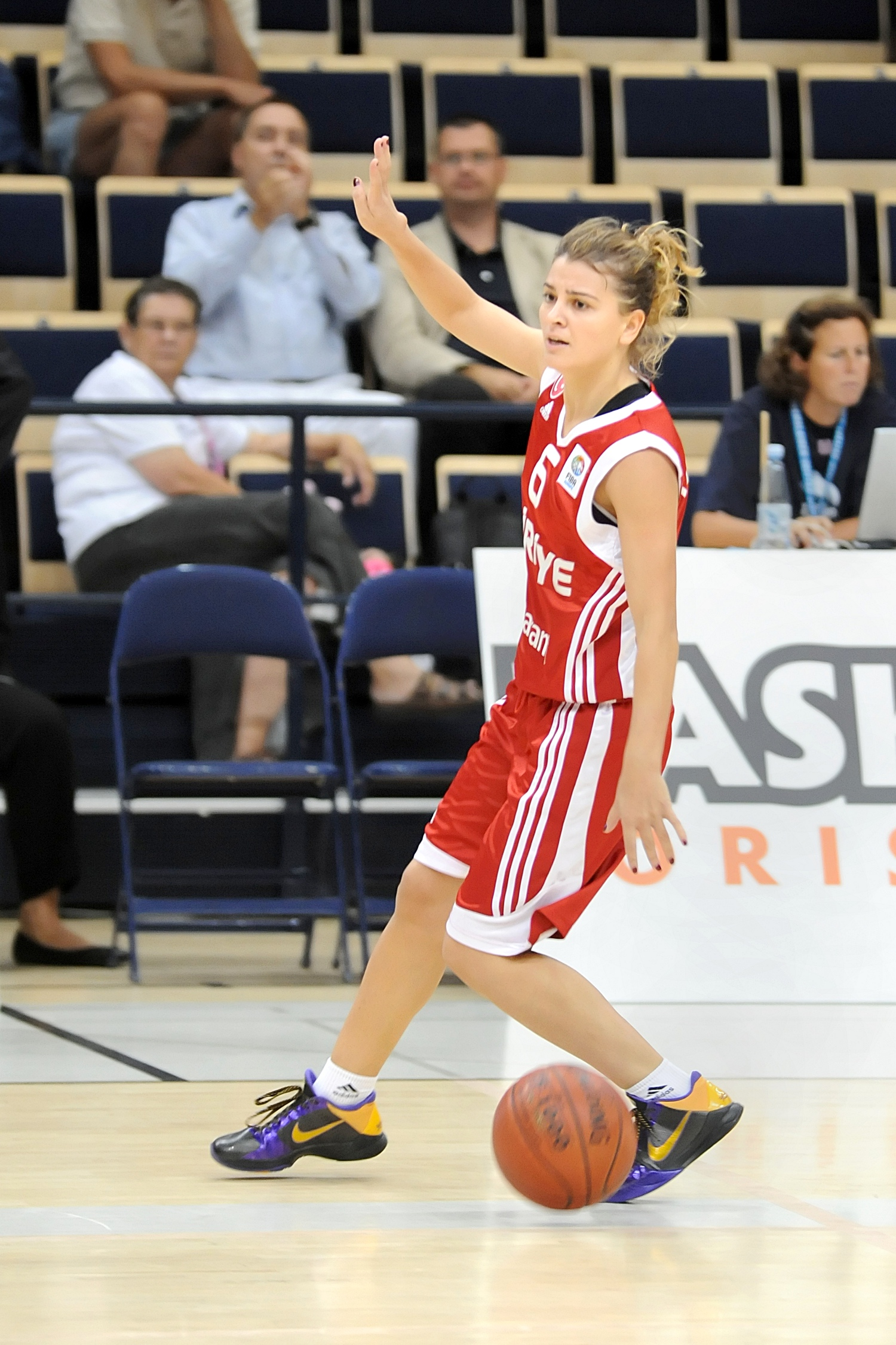
Birsel Vardarli.

## Groupe A

### Angola
| Numéro | Joueuse            | Poste | naissance-        | Taille | Club(s) 2011-2012                   |
| ------ | ------------------ | ----- | ----------------- | ------ | ----------------------------------- |
| 4      | Catarina Camufal   | 1     | 30 mars 1980      | 1,67 m | Interclube de Luanda                |
| 5      | Ana Gonçalves      | 3-4   | 14 février 1993   | 1,82 m | Interclube Benguela                 |
| 6      | Felizarda Jorge    | 1     | 23 février 1985   | 1,72 m | Clube Desportivo Primeiro de Agosto |
| 7      | Angela Cardoso     | 3     | 30 mars 1980      | 1,80 m | Clube Desportivo Primeiro de Agosto |
| 8      | Fineza Eusébio     | 2     | 18 juillet 1990   | 1,78 m | Clube Desportivo Primeiro de Agosto |
| 9      | Madalena Felix     | 3-4   | 20 septembre 1989 | 1,79 m | Clube Desportivo Primeiro de Agosto |
| 10     | Sonia Guadalupe    | 4     | 15 septembre 1985 | 1,88 m | Interclube de Luanda                |
| 11     | Luisa Tomas        | 5     | 24 mars 1983      | 1,92 m | Interclube de Luanda                |
| 12     | Astrida Vicente    | 2     | 6 octobre 1978    | 1,73 m | Interclube de Luanda                |
| 13     | Nacissela Maurício | 3     | 2 juin 1980       | 1,91 m | Clube Desportivo Primeiro de Agosto |
| 14     | Nadir Manuel       | 1     | 30 novembre 1986  | 1,85 m | Interclube de Luanda                |
| 15     | Ngiendula Filipe   | 3     | 20 mai 1982       | 1,78 m | Interclube de Luanda                |

Sélectionneur  :  Aníbal Moreira
Assistant :

### Chine
| Numéro | Joueuse      | Poste | naissance-       | Taille | Club(s) 2011-2012     |
| ------ | ------------ | ----- | ---------------- | ------ | --------------------- |
| 4      | Li Shanshan  | 2     | 3 mars 1987      | 1,77 m | Jiangsu Phoenix       |
| 5      | Song Xiaoyun | 2     | 11 décembre 1982 | 1,75 m | Bayi Kylin            |
| 6      | Ji Yanyan    | 2     | 29 mai 1985      | 1,82 m | Heilongjiang Chenneng |
| 7      | Zhao Shuang  | 3     | 21 juin 1990     | 1,88 m | Shenyang Golden Lions |
| 8      | Miao Lijie   | 3     | 3 juin 1981      | 1,78 m | Shenyang Golden Lions |
| 9      | Guan Xin     | 5     | 24 janvier 1987  | 1,96 m | Guangdong Dolphins    |
| 10     | Zhang Fan    | 4     | 22 août 1984     | 1,86 m | Beijing Ducks         |
| 11     | Ma Zengyu    | 3     | 7 mai 1983       | 1,83 m | Liaoning Hengye       |
| 12     | Gao Song     | 4     | 16 avril 1992    | 1,90 m | Heilongjiang Chenneng |
| 13     | Chen Xiaoli  | 4     | 20 février 1982  | 1,93 m | Liaoning Hengye       |
| 14     | Wei Wei      | 5     | 6 octobre 1989   | 2,06 m | Guangdong Dolphins    |
| 15     | Chen Nan     | 5     | 8 janvier 1983   | 1,95 m | Bayi Kylin            |

Sélectionneur  :   Sun Fengwu
Assistant :

### Croatie
| Numéro | Joueuse          | Poste | naissance-        | Taille | Club(s) 2011-2012         |
| ------ | ---------------- | ----- | ----------------- | ------ | ------------------------- |
| 4      | Sandra Mandir    | 1-2   | 4 août 1977       | 1,74 m | ŽKK Novi Zagreb           |
| 5      | Andja Jelavic    | 1     | 21 septembre 1980 | 1,72 m | Kayseri Kaski S.K.        |
| 6      | Antonija Mišura  | 1-2   | 25 mai 1987       | 1,78 m | ZKK Sibenik               |
| 7      | Lisa Ann Karcić  | 3     | 11 novembre 1986  | 1,85 m | Caja Rural Tintos de Toro |
| 8      | Emanuela Salopek | 3     | 18 avril 1987     | 1,78 m | ŽKK Medveščak             |
| 9      | Marija Vrsaljko  | 5     | 8 août 1989       | 1,98 m | ŽKK Zadar                 |
| 10     | Iva Ciglar       | 1     | 29 avril 1986     | 1,69 m | Győr                      |
| 11     | Ana Lelas        | 3     | 11 septembre 1984 | 1,82 m | Lattes-Montpellier        |
| 12     | Iva Slišković    | 4-5   | 4 septembre 1984  | 1,90 m | KK Kingtrade              |
| 13     | Mirna Mazić      | 4-5   | 24 décembre 1985  | 1,88 m | ŽKK Novi Zagreb           |
| 14     | Luca Ivankovic   | 5     | 2 novembre 1988   | 1,99 m | ŽKK Jolly JBS             |
| 15     | Jelena Ivezic    | 3     | 1er janvier 1993  | 1,80 m | Ceyhan Belediyespor       |

Sélectionneur  :  Stipe Bralić
Assistant :

### République tchèque
| Numéro | Joueuse            | Poste | naissance-        | Taille | Club(s) 2012                             |
| ------ | ------------------ | ----- | ----------------- | ------ | ---------------------------------------- |
| 4      | Jana Veselá        | 3-4   | 31 décembre 1983  | 1,94 m | Ros Casares Valencia                     |
| 5      | Michaela Zrustová  | 3     | 4 avril 1987      | 1,86 m | USK Prague                               |
| 6      | Kateřina Bartoňová | 1     | 17 janvier 1990   | 1,72 m |                                          |
| 7      | Kateřina Zohnová   | 3     | 7 novembre 1984   | 1,79 m | USO Mondeville                           |
| 8      | Ilona Burgrová     | 5     | 15 mars 1984      | 1,95 m | USK Prague                               |
| 9      | Hana Horáková      | 2-3   | 11 septembre 1979 | 1,82 m | UMMC Iekaterinbourg K Cero I.C.P. Košice |
| 10     | Alena Hanušová     | 5     | 29 mai 1991       | 1,90 m | Gambrinus Sika Brno                      |
| 11     | Kateřina Elhotová  | 2     | 14 octobre 1989   | 1,80 m | USK Prague                               |
| 12     | Lenka Bartáková    | C     | 17 mai 1991       | 1,75 m |                                          |
| 13     | Petra Kulichová    | C     | 13 septembre 1984 | 1,97 m | USK Prague                               |
| 14     | Tereza Pecková     | C     | 10 juillet 1987   | 1,90 m | Basketbalový Klub Brno                   |
| 15     | Eva Vítečková      | F     | 26 janvier 1982   | 1,90 m | USK Prague                               |

Sélectionneur  :  Lubor Blazek
Assistant :

### Turquie
| Numéro | Joueuse                | Poste | naissance-        | Taille | Club(s) 2011-2012 |
| ------ | ---------------------- | ----- | ----------------- | ------ | ----------------- |
| 4      | Tugba Palazoglu        | 2     | 4 décembre 1980   | 1,72 m | Mersin Belediyesi |
| 5      | Begüm Dalgalar         | 1-2   | 8 juin 1988       | 1,80 m | Kayseri Kaski     |
| 6      | Birsel Vardarli        | 3     | 12 juillet 1984   | 1,75 m | Fenerbahçe SK     |
| 7      | Nilay Kartaltepe       | 1-2   | 13 janvier 1979   | 1,72 m | Botaş Spor Kulübü |
| 8      | Tuğçe Canıtez          | 1     | 10 novembre 1990  | 1,75 m | Westmont College  |
| 9      | Esmeral Tunçluer       | 2-3   | 7 juin 1980       | 1,75 m | Fenerbahçe SK     |
| 10     | Işıl Alben             | 2     | 22 février 1986   | 1,72 m | Galatasaray SK    |
| 11     | Nevriye Yilmaz         | 5     | 16 juin 1980      | 1,94 m | Fenerbahçe SK     |
| 12     | Kuanitra Hollingsworth | 5     | 15 novembre 1988  | 1,96 m | Seat-Szese Győr   |
| 13     | Yasemin Horasan        | 4     | 1er août 1983     | 1,87 m | Beşiktaş JK       |
| 14     | Saziye Ivegin          | 3     | 8 février 1982    | 1,82 m | Fenerbahçe SK     |
| 15     | Bahar Caglar           | 4     | 28 septembre 1988 | 1,88 m | Galatasaray SK    |

Sélectionneur  :  Ceyhun Yildizoglu
Assistant :

### États-Unis
| Numéro | Joueuse          | Poste                 | naissance-        | Taille | Club(s) 2011-2012                          |
| ------ | ---------------- | --------------------- | ----------------- | ------ | ------------------------------------------ |
| 4      | Lindsay Whalen   | Meneuse-arrière       | 9 mai 1982        | 1,82   | Lynx du Minnesota USK Prague               |
| 5      | Seimone Augustus | Ailière               | 30 avril 1984     | 1,85   | Lynx du Minnesota Spartak région de Moscou |
| 6      | Sue Bird         | Arrière               | 16 octobre 1980   | 1,75   | Seattle Storm UMMC Iekaterinbourg          |
| 7      | Maya Moore       | Ailière               | 11 juin 1989      | 1,83   | Lynx du Minnesota Ros Casares Valence      |
| 8      | Angel McCoughtry | Arrière-Ailière       | 10 septembre 1986 | 1,85   | Atlanta Dream Fenerbahçe SK                |
| 9      | Asjha Jones      | Ailière               | 1er août 1980     | 1,88   | Sun du Connecticut Rivas Ecopolis          |
| 10     | Tamika Catchings | Ailière               | 21 juillet 1979   | 1,85   | Indiana Fever                              |
| 11     | Swin Cash        | Ailière               | 22 septembre 1979 | 1,85   | Sky de Chicago                             |
| 12     | Diana Taurasi    | Arrière/Ailière       | 11 juin 1982      | 1,83   | Mercury de Phoenix Galatasaray SK          |
| 13     | Sylvia Fowles    | Pivot                 | 6 octobre 1985    | 1,96   | Sky de Chicago Galatasaray SK              |
| 14     | Tina Charles     | Pivot                 | 5 décembre 1988   | 1,93   | Sun du Connecticut Galatasaray SK          |
| 15     | Candace Parker   | Arrière/Ailière/Pivot | 19 avril 1986     | 1,93   | Sparks de Los Angeles UMMC Iekaterinbourg  |

Entraîneur : Geno Auriemma

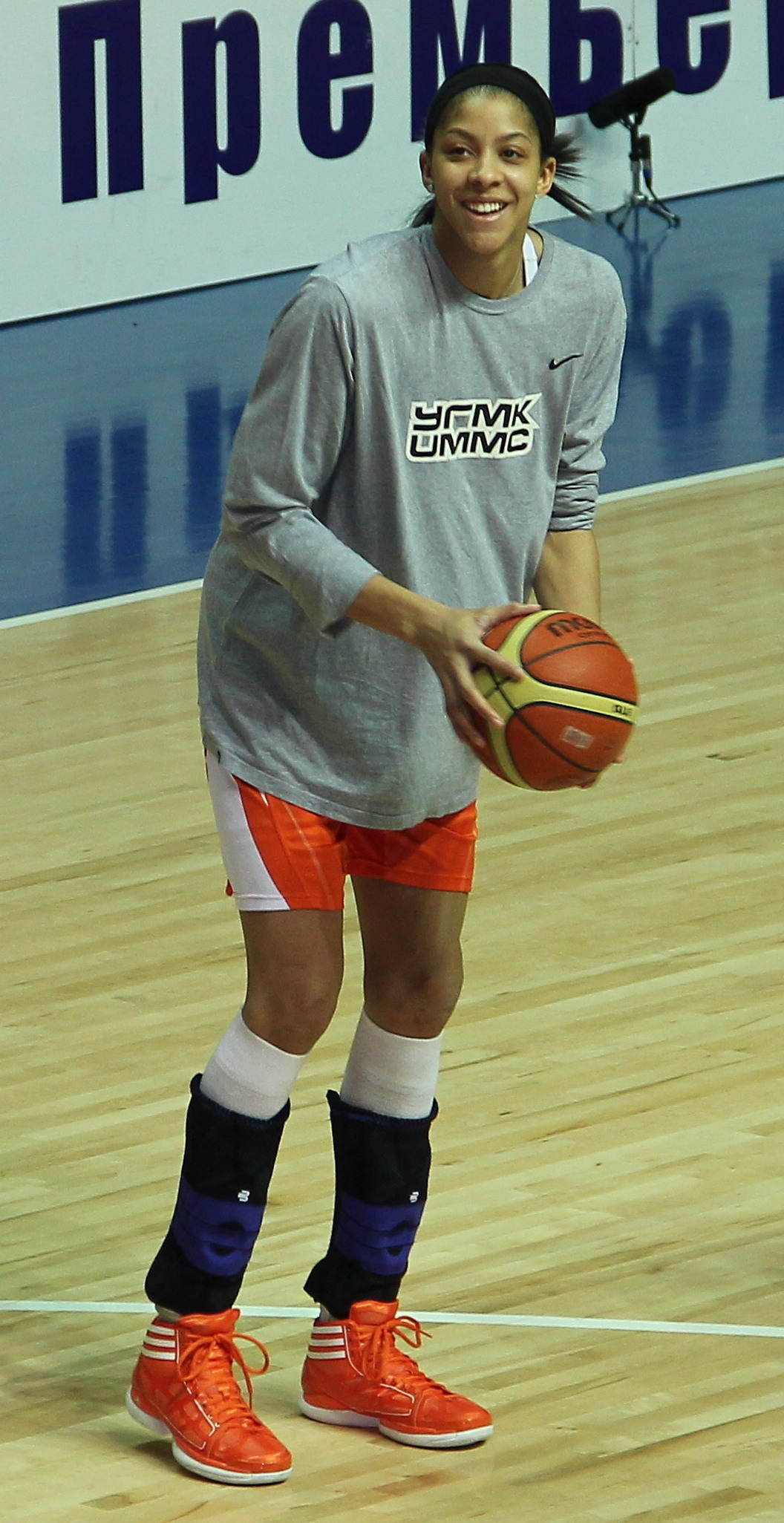
Candace Parker.

Assistants : Doug Bruno, Jennifer Gillom et Marynell Meadors.

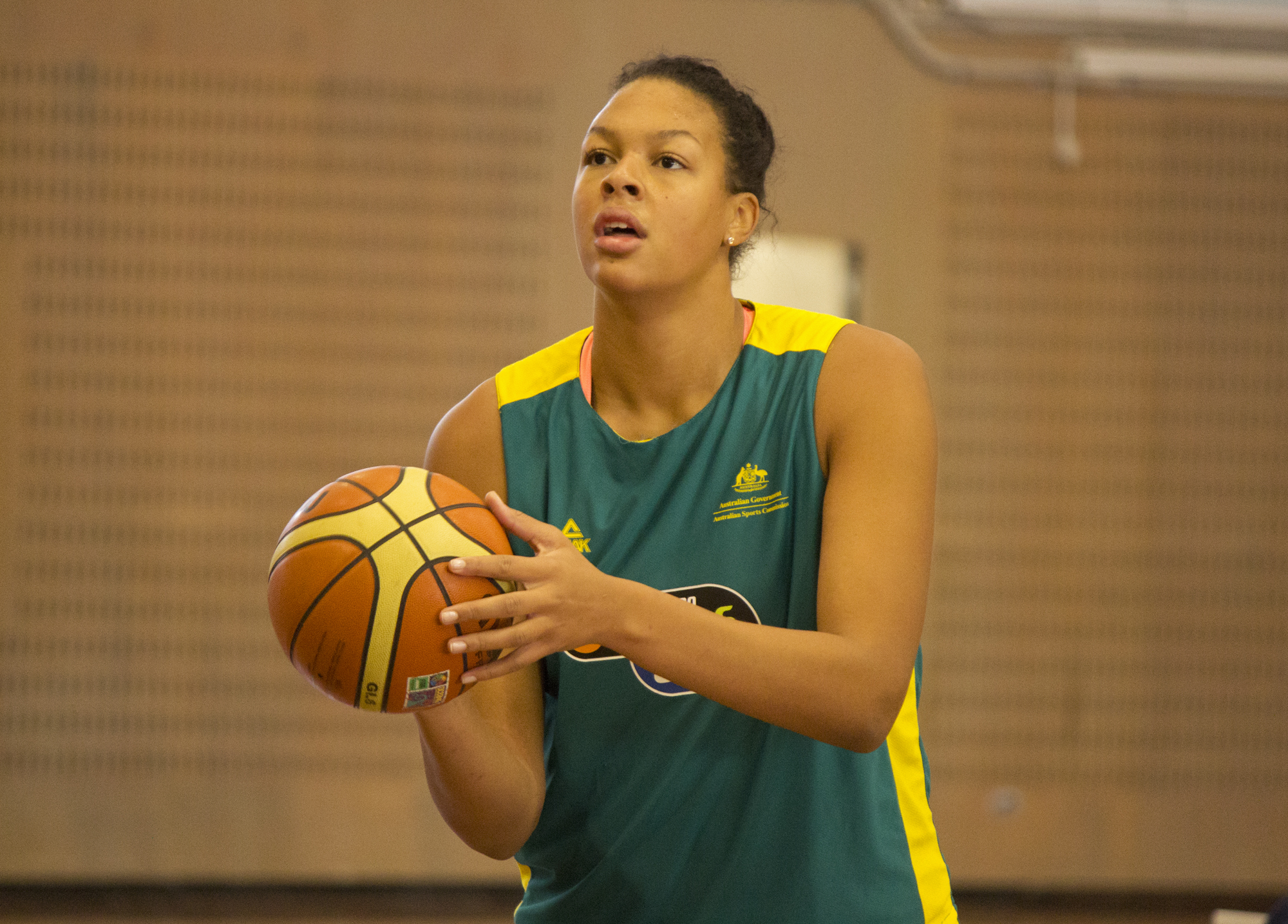
Liz Cambage.

## Groupe B

### Australie
| Numéro | Joueuse           | Poste | naissance-       | Taille | Club(s) 2011-2012                 |
| ------ | ----------------- | ----- | ---------------- | ------ | --------------------------------- |
| 4      | Jenna O'Hea       | 3     | 6 juin 1987      | 1,85 m | Dandenong Rangers                 |
| 5      | Samantha Richards | 1     | 24 février 1983  | 1,68 m | Bulleen Boomers                   |
| 6      | Jennifer Screen   | 1-2   | 19 février 1982  | 1,80 m | Adelaide Lightning                |
| 7      | Abby Bishop       | 4-5   | 29 novembre 1988 | 1,89 m | Adelaide Lightning                |
| 8      | Suzy Batkovic     | 5     | 17 décembre 1980 | 1,95 m | Adelaide Lightning                |
| 9      | Kathleen MacLeod  | 1-2   | 23 octobre 1986  | 1,68 m | Dandenong Rangers                 |
| 10     | Kristi Harrower   | 1     | 4 mars 1975      | 1,66 m | Bendigo Spirit                    |
| 11     | Laura Summerton   | 5     | 13 décembre 1983 | 1,91 m | Geas Basket                       |
| 12     | Belinda Snell     | 3     | 1er août 1983    | 1,82 m | Sydney Uni Flames                 |
| 13     | Rachel Jarry      | 3     | 6 décembre 1991  | 1,85 m | Bulleen Boomers                   |
| 14     | Liz Cambage       | 5     | 18 août 1991     | 2,03 m | Bulleen Boomers Zhejiang Far East |
| 15     | Lauren Jackson    | 4     | 11 mai 1981      | 1,95 m | Storm de Seattle                  |

Entraîneur : Carrie Graf
Assistant
- Phil Brown
- Michele Timms
- Peter Buckle

### Brésil
| Numéro | Joueuse                  | Poste | naissance-        | Taille | Club(s) 2011-2012                     |
| ------ | ------------------------ | ----- | ----------------- | ------ | ------------------------------------- |
| 4      | Adriana Moisés Pinto     | 1     | 12 juin 1978      | 1,70 m | Pallacanestro Faenza                  |
| 5      | Karla Costa              | 2     | 25 septembre 1978 | 1,75 m | Vivosabor/Unimed/Folhamatic/Americana |
| 6      | Patrícia Ferreira        | 2-3   | 21 mars 1979      | 1,83 m | Ourinhos Basquete                     |
| 7      | Joice Rodrigues          | 1     | 9 septembre 1986  | 1,75 m | Ourinhos Basquete                     |
| 9      | Franciele Nascimento     | 3     | 19 octobre 1987   | 1,88 m | Hondarribia-Irún                      |
| 10     | Silvia Gustavo           | 2-3   | 14 mai 1982       | 1,85 m | Ourinhos Basquete                     |
| 11     | Clarissa dos Santos      | 4-5   | 30 juillet 1985   | 1,88 m | Ourinhos Basquete                     |
| 12     | Damiris Dantas do Amaral | 4-5   | 17 novembre 1992  | 1,91 m | Celta Vigo                            |
| 13     | Nádia Colhado            | 5     | 25 février 1989   | 1,93 m | Santo André/Semasa                    |
| 14     | Érika de Souza           | 5     | 9 mars 1982       | 1,96 m | Atlanta Dream                         |
| 15     | Tássia Carcavalli        | 1     | 31 mai 1992       | 1,75 m | Vivosabor/Unimed/Folhamatic/Americana |

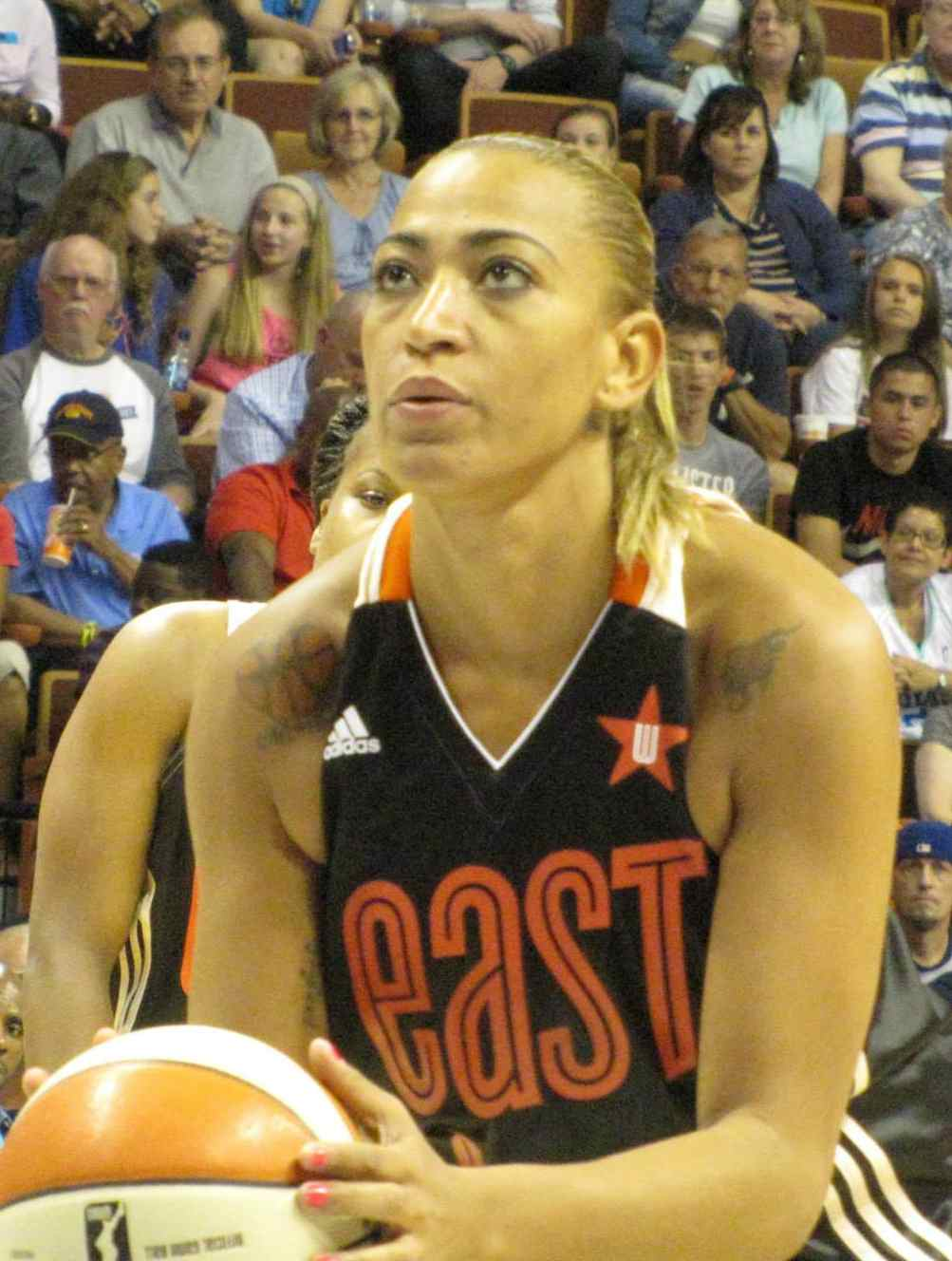
Erika de Souza.

Sélectionneur  :   Luiz Cláudio Cicchetto Tarallo
Assistants :   Cristiano Cedra,   Maria do Carmo Mardegan Ferreira

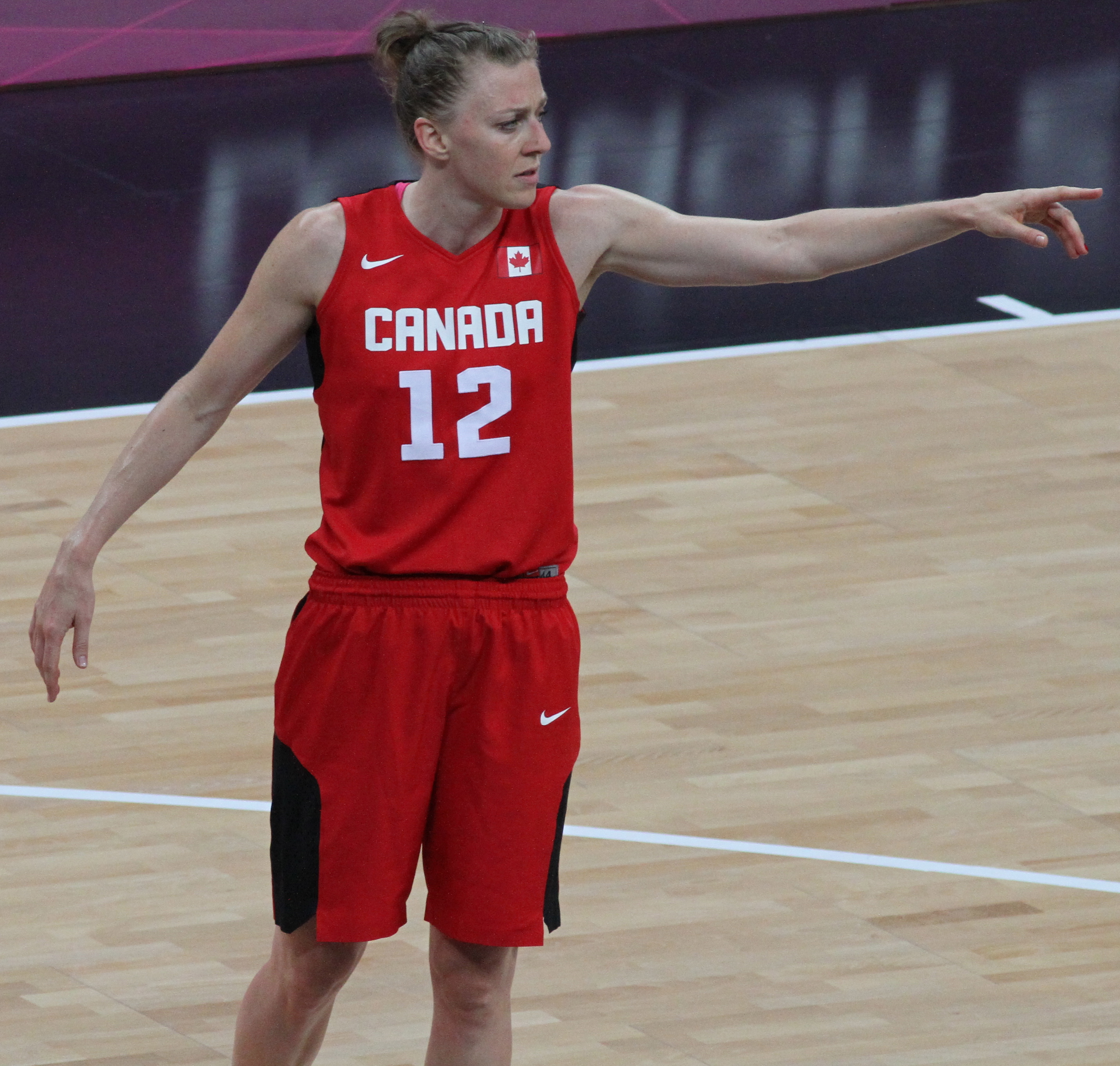
Lizanne Murphy.

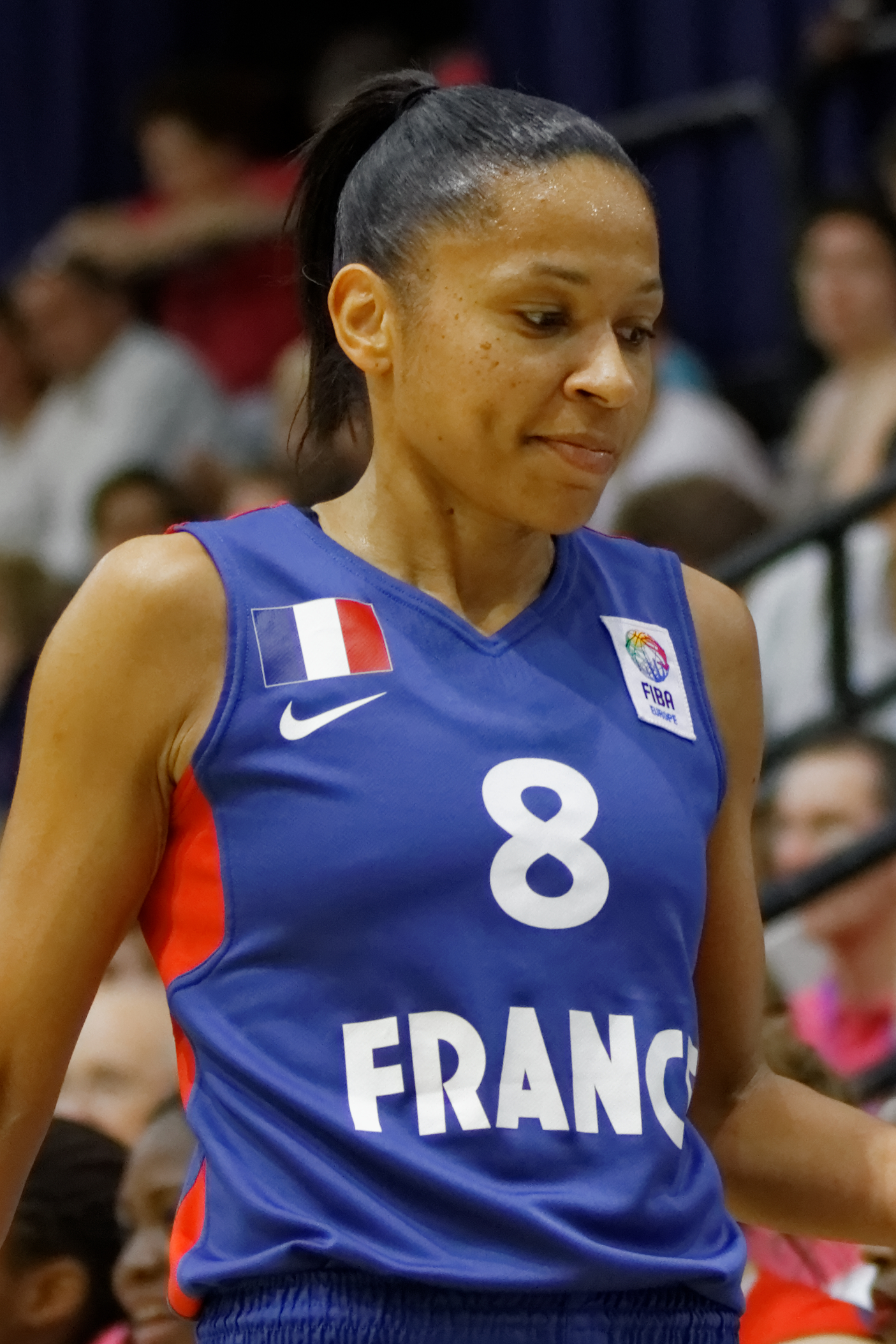
Edwige Lawson-Wade

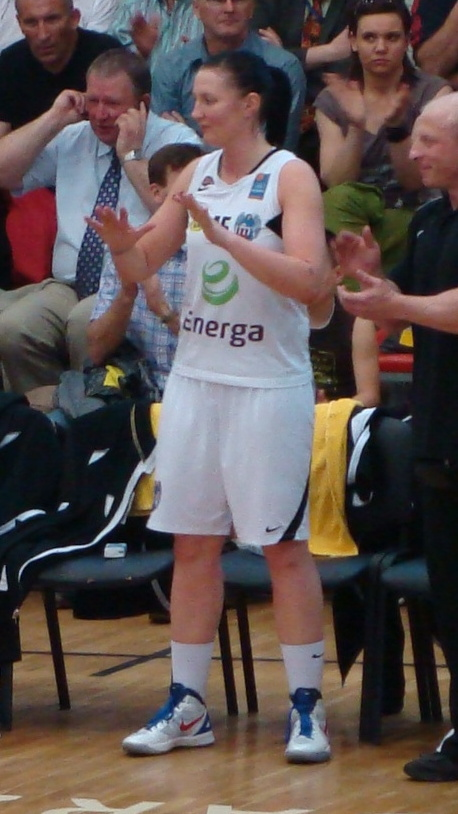
Julie Anne Page.

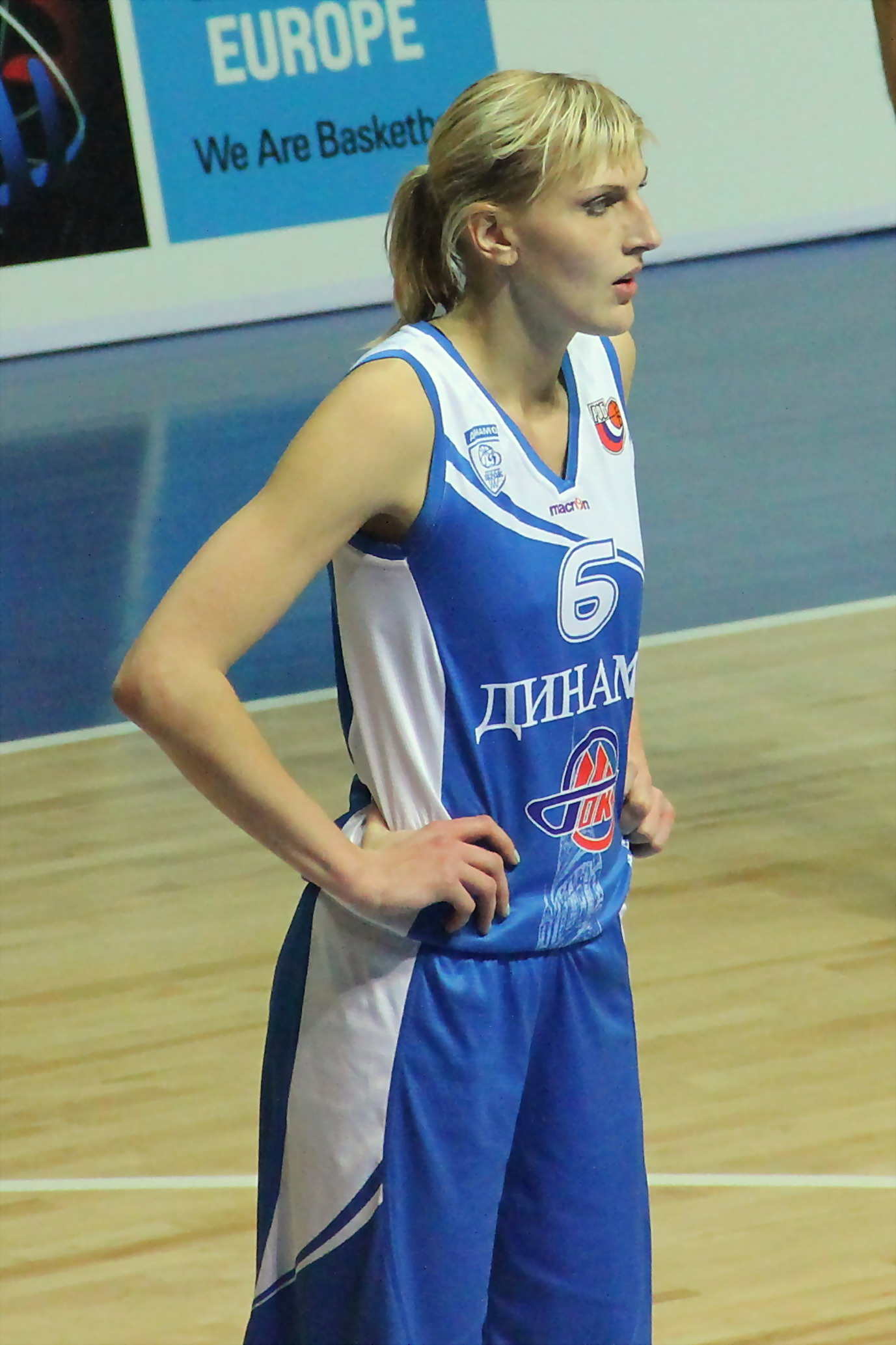
Natalia Vodopyanova.

### Canada
| Numéro | Joueuse             | Poste | naissance-        | Taille | Club(s) 2011-2012     |
| ------ | ------------------- | ----- | ----------------- | ------ | --------------------- |
| 4      | Krista Phillips     | 5     | 18 mai 1988       | 1,98 m | Dandenong Rangers     |
| 5      | Teresa Gabriele     | 2     | 23 novembre 1979  | 1,65 m |                       |
| 6      | Shona Thorburn      | 1     | 7 août 1982       | 1,78 m | Uni Girona CB         |
| 7      | Courtnay Pilypaitis | 2     | 11 février 1988   | 1,85 m | VIČI-Aistės Kaunas    |
| 8      | Kimberley Smith     | 2     | 7 mai 1984        | 1,85 m |                       |
| 9      | Miranda Ayim        | 4     | 6 mai 1988        | 1,91 m | Istanbul Universitesi |
| 10     | Alisha Tatham       | 2     | 14 octobre 1986   | 1,80 m |                       |
| 11     | Natalie Achonwa     | 4     | 22 novembre 1992  | 1,90 m | Université Notre-Dame |
| 12     | Lizanne Murphy      | 3     | 15 mars 1984      | 1,85 m | Tarbes Gespe Bigorre  |
| 13     | Tamara Tatham       | 2-3   | 19 août 1985      | 1,85 m | SV Halle Lions        |
| 14     | Chelsea Aubry       | 4     | 27 juin 1984      | 1,89 m | Bendigo Spirit        |
| 15     | Michelle Plouffe    | 3     | 15 septembre 1992 | 1,90 m | Université de Utah    |

Sélectionneur  :  Allison McNeill
Assistant :   Lisa Thomadis,  Mike McNeill

### France
| Numéro | Joueuse            | Poste | naissance-       | Taille | Club(s) 2011-2012                       |
| ------ | ------------------ | ----- | ---------------- | ------ | --------------------------------------- |
| 4      | Isabelle Yacoubou  | 5     | 21 avril 1986    | 1,95 m | Ros Casares Valence                     |
| 5      | Nwal-Endéné Miyem  | 3-4   | 15 mai 1988      | 1,88 m | CJM Bourges Basket                      |
| 6      | Clémence Beikes    | 2-3   | 19 octobre 1983  | 1,78 m | Hainaut                                 |
| 7      | Sandrine Gruda     | 4-5   | 25 juin 1984     | 1,92 m | UMMC Iekaterinbourg                     |
| 8      | Edwige Lawson-Wade | 1     | 14 mai 1979      | 1,67 m | Basket Lattes Montpellier Agglomération |
| 9      | Céline Dumerc      | 1     | 9 juillet 1982   | 1,69 m | CJM Bourges Basket                      |
| 10     | Jennifer Digbeu    | 3-4   | 14 avril 1987    | 1,90 m | CJM Bourges Basket                      |
| 11     | Émilie Gomis       | 2-3   | 18 octobre 1983  | 1,80 m | Villeneuve-d'Ascq                       |
| 13     | Élodie Godin       | 5     | 1er juillet 1985 | 1,90 m | Taranto Cras Basket                     |
| 14     | Emmeline Ndongue   | 4-5   | 25 avril 1983    | 1,94 m | CJM Bourges Basket                      |
| 18     | Marion Laborde     | 2     | 9 décembre 1985  | 1,78 m | Basket Landes                           |
| 19     | Florence Lepron    | 1-2   | 17 janvier 1985  | 1,82 m | Tarbes GB                               |

Entraîneur : Pierre Vincent
Assistants : Valérie Garnier, François Brisson et Thierry Moullec.

### Grande-Bretagne
| Numéro | Joueuse           | Poste | naissance-        | Taille | Club(s) 2011-2012       |
| ------ | ----------------- | ----- | ----------------- | ------ | ----------------------- |
| 4      | Natalie Stafford  | 2     | 8 décembre 1976   | 1,75 m | Sydney Uni Flames       |
| 5      | Rose Anderson     | 2     | 23 mars 1988      | 1,78 m | UWIC Archers            |
| 6      | Stefanie Collins  | 2     | 30 décembre 1982  | 1,68 m | UWIC Archers            |
| 7      | Rachael Vanderwal | 1     | 27 juin 1983      | 1,76 m | Université de Limerick  |
| 8      | Chantelle Handy   | 4     | 16 juin 1987      | 1,91 m | Sony Athinaikos Athènes |
| 9      | Jenaya Wade-Fray  | 2-3   | 5 septembre 1988  | 1,75 m | UWIC Archers            |
| 10     | Julie Anne Page   | 3-4   | 21 avril 1983     | 1,88 m | Energa Torun            |
| 11     | Kimberly Butler   | 4     | 7 septembre 1982  | 1,86 m | SK Cēsis                |
| 12     | Dominique Allen   | 5     | 10 septembre 1989 | 1,92 m | Université Oral Roberts |
| 13     | Johannah Leedham  | 2-3   | 5 décembre 1987   | 1,80 m | Bulleen Boomers         |
| 14     | Azania Stewart    | 5     | 13 mars 1989      | 1,95 m | Université de Floride   |
| 15     | Temi Fagbenle     | 2     | 8 septembre 1992  | 1,78 m | Université Harvard      |

Sélectionneur  :  Tom Maher
Assistant :  Ken Shields

### Russie
| Numéro | Joueuse              | Poste | naissance-       | Taille | Club(s) 2011-2012                                    |
| ------ | -------------------- | ----- | ---------------- | ------ | ---------------------------------------------------- |
| 4      | Olga Artechina       | 3     | 27 novembre 1982 | 1,91 m | UMMC Ekaterinburg                                    |
| 5      | Evgenia Belyakova    | 2     | 27 juin 1986     | 1,82 m | Spartak région de Moscou                             |
| 6      | Natalia Vodopyanova  | 4     | 4 juin 1980      | 1,90 m | Dynamo Koursk                                        |
| 7      | Marina Kuzina        | 5     | 19 juillet 1985  | 1,95 m | Spartak région de Moscou                             |
| 8      | Ielena Danilotchkina | 2     | 27 janvier 1986  | 1,83 m | Tchevakata Vologda                                   |
| 9      | Becky Hammon         | 1     | 11 mars 1977     | 1,65 m | Spartak région de Moscou Silver Stars de San Antonio |
| 10     | Ilona Korstine       | 2-3   | 30 mai 1980      | 1,82 m | Beşiktaş JK                                          |
| 11     | Natalia Vieru        | 5     | 25 juillet 1989  | 1,98 m | K Cero I.C.P. Košice                                 |
| 12     | Irina Osipova        | 4-5   | 25 juin 1981     | 1,96 m | Spartak région de Moscou                             |
| 13     | Anna Petrakova       | 4     | 4 décembre 1984  | 1,89 m | Dynamo Koursk                                        |
| 14     | Natalia Zhedik       | 3     | 11 juillet 1988  | 1,82 m | Nadejda Orenbourg                                    |
| 15     | Nadezhda Grishaeva   | 5     | 2 juillet 1989   | 1,95 m | Arras                                                |

Sélectionneur  :  Boris Sokolovsky